# Dražiniće
Dražiniće (en serbe cyrillique : Дражиниће) est un village de Serbie situé sur le territoire de la ville de Kraljevo, district de Raška. Au recensement de 2011, il comptait 80 habitants.

## Démographie
| 1948 | 1953 | 1961 | 1971 | 1981 | 1991 | 2002 | 2011 |
| ---- | ---- | ---- | ---- | ---- | ---- | ---- | ---- |
| 199  | 197  | 202  | 175  | 155  | 138  | 108  | 80   |

|  |